# Friderik Pregl
Friderik Pregl (tudi Fritz Pregl), slovensko-avstrijski zdravnik in kemik, nobelovec, * 3. september 1869, Ljubljana, Avstro-Ogrska (sedaj Slovenija), † 13. december 1930, Gradec, Avstrija. 
Kot raziskovalec in predavatelj na univerzah v Gradcu in Innsbrucku je razvil izjemno natančno metodo za kvantitativno organsko mikroanalizo. Takratno raziskovalno delo so onemogočale ne natančne tehtnice, zato je v sodelovanju s podjetjem Kuhlman razvil na milijoninko grama natančno tehtnico. Za ta dosežek, ki je omogočil hiter napredek organske kemije v 20. stoletju, je leta 1923 prejel Nobelovo nagrado za kemijo. Je edini imenovani nobelovec slovenskega rodu doslej.

## Življenje
Pregl se je rodil v Ljubljani v hiši s številko Mesto 181 (pri Križankah, današnji Gosposki 19) in bil krščen na ime Mihael Raimund. V arhivu ljubljanskih hiš beremo, da je bil njegov stari oče Miha - pisali so ga še kot Pregelj - kmečki sin z Ustja v Šmartnem pri Litiji. Ob Friderikovem rojstvu je bil že dve leti častni ljubljanski meščan, naklonjen slovenskemu narodnemu gibanju. Začel je zbirati sredstva za Čopov nagrobni spomenik. Pri tem je bil tako spreten, da je denarja ostalo še za obnovitev Vodnikovega in Linhartovega spomenika. Friderikov oče Raimund je bil blagajnik v hranilnici. Mati Fredericke, rojena Schlaker, je bila Nemka.
V letih 1880-1887 se je Friderik šolal na ljubljanski klasični gimnaziji, stoječi na današnjem Vodnikovem trgu. Učni jezik v osnovni šoli in v gimnaziji je bila nemščina, vendar so večinoma poučevali slovenski učitelji, med njimi sloviti pisec slovensko-nemškega slovarja Maks Pleteršnik. Slovenščino ga je učil Anton Bartel, nauk in zgodovino o naravi (zdajšnja fizika in naravoslovje) Vincenc Borštner. Ocene v maturitetnem spričevalu niso bile prav blesteče, iz slovenščine je dobil zadostno šele pri popravnem izpitu. Boljša je bila le ocena iz fizike.
Po maturi je odšel študirat medicino v Gradec in bil 1894 promoviran za doktorja vsega zdravilstva (medicum universum) kot dr.˙(Friderik) Fritz Pregl. Že v študentskih letih je delal kot demonstrator na fiziološkem inštitutu pri graškem profesorju Aleksandru Rollettu in hkrati spremljal praktične zoološke vaje pri Ludviku von Graffu. V študijskem letu 1890/91 je bil privatni asistent pri patologu Rudolfu Klemensiewiczu, od oktobra 1891 pa asistent pri profesorju Rollettu; pri njem je leta 1899 dosegel habilitacijo iz fiziologije in po učiteljevi smrti 1903 prevzel njegovo stolico v Gradcu.[3]
Težnja po temeljiti izobrazbi je Pregla priganjala, da se je ob dolžnostih do svojega osnovnega medicinskega področja poglabljal v kemijo, zlasti ko je študiral na kemijskem inštitutu pri profesorju Hansu Zdenku Skraupu. Po smrti profesorja Rolletta, ko je 1904 prevzel stolico za fiziologijo Oskar Zoth, je bil Pregl imenovan za neplačanega izrednega profesorja. Kmalu pa se je dal razrešiti te dolžnosti in odšel na podoktorsko izobraževanje; najprej na Karlovo univerzo v Pragi, nato po Nemčiji, kjer je obiskal najpomembnejše laboratorije. 
Sprva je raziskoval pri Gustavu Hofnerju v Tübingenu. Nato se je napotil k rusko-nemškemu fizikalnemu kemiku Wilhelmu Ostwaldu v Leipzig. Ostwald je bil Litvanec, rojen v Rigi leta 1853.˙Študiral je v Ruskem imperiju in se po študiju usmeril v proučevanje fizikalnih značilnosti kemijskih snovi. Štejejo ga za utemeljitelja moderne fizikalne kemije. Večino življenja je deloval v Leipzigu in tam leta 1932 tudi umrl. Kot utemeljitelj katalize je leta˙1923 prejel Nobelovo nagrado. Pregl se je izpopolnjeval pri njem tik pred njegovim enoletnim delovanjem na Univerzi Harvard v ZDA. Tretji pomemben Preglov učitelj je bil že takratni nobelovec, nemški fizik Emil Fischer. Rojen je bil leta 1852 v Prusiji, študiral v Strasbourgu, po letu 1892 pa je tudi deloval kot profesor organske kemije na Berlinski univerzi. Njegova temeljna spoznanja v organski kemiji so se dotikala predvsem aminokislin, ogljikovih hidratov in purinov. Leta 1902 je za svoje izjemno delo prejel Nobelovo nagrado. Ko se je 1905 vrnil v Gradec, je na medicinskokemijskem inštitutu opravljal tudi delo glavnega forenzičnega kemika za graško okrožje. To je takrat obsegalo province Štajersko, Koroško, Kranjsko, Istro in Dalmacijo.
Vpliv Ostwalda in Fischerja na Preglov znanstveni razvoj je bil izjemen. Prvi je nanj vplival z natančnimi merskimi metodami pri fizikalni kemiji, drugi s temeljnimi spoznanji v organski kemiji. Leta 1905 se je Pregl vrnil v Gradec in prevzel mesto asistenta pri profesorju Karlu Bertholdu Hofmannu na Inštitutu za medicinsko kemijo. Žarišče njegovega raziskovalnega dela, ki ga je opravljal kot izredni profesor na tem inštitutu, je postalo področje elementne analize kemičnih spojin, še posebej žolčnih kislin.
Že pri svojih prvih raziskavah kemičnih značilnosti žolčnih kislin se je Pregl pritoževal nad preveliko porabo raziskovane snovi, 200–300 mg za odmerek pri vsaki elementni analizi. Iz tega logično sledi, da je svoje nadaljnje znanstveno delo usmeril v zmanjševanje količine snovi, namenjene analizi.

## Znanstveno delo

### Proučevanje kemizma človeškega telesa
Da bi znali ovrednotiti vse njegovo nadaljnje delo, je treba poznati nekaj mejnikov v razvoju kemije in biokemije. Znanstveni začetki kemije segajo v 80. leta 18. stoletja. Do srede 19. stoletja je mlada znanost dobila osrednja izhodišča za kasnejši zmagoviti pohod. Razvoj je povezan z znamenitimi osebnostmi, kot so Dalton, Gay-Lussac, Avogadro, Dumas, Berzelius, Liebig, Mendelejev itd.; njim dolgujemo definicije o osnovnih pojmih in pravilno pisanje kemijskih molekul.
V drugi polovici 18. stoletja je naglo napredovala organska kemija, kemija ogljikovega elementa z njegovimi izjemno številčnimi spojinami; na začetku 20. stoletja jih je bilo zapisanih in raziskanih že več kot pol milijona. Spričo posebnih značilnosti so te spojine tako pomembne, da so jih začeli na debelo industrijsko proizvajati (za organska barvila, zdravila, plastične tvarine, razstreliva ...).
Pionir v raziskovanju tvarin ter določanju njihove razgradnje in sinteze je nemški kemik Justus von Liebig. Določil je metode za kvantitativno organsko elementno analizo. Spojine je tako sežigal, da mu je uspelo iz določene količine snovi prestreči in stehtati ves iz ogljika nastali ogljikov dioksid ter vso iz vodika nastalo vodo. To mu je omogočilo določiti sestavni obrazec - vstopno formulo za posamezno spojino. Francoski kemik Jean Baptiste Dumas je na podoben način kot Liebig določil tudi vsebnost dušika. Nato je Liebig-Dumasova metoda za analize v biokemiji ostala okoli 80 let nespremenjena do Preglovih novih spoznanj.
Pestrost organske fenomenologije izvira iz kombinacij maloštevilnih t. i. organogenov (C, H, K, N, S, P), ki sestavljajo večino živih organizmov, in halogenov (Cl, Br, J). Z vsemi temi elementi so kemiki izvedli analitične postopke in po eksperimentalni poti prišli do empirične formule za poljubno organsko spojino. Liebigova elementna analiza omogoča prvo stopnjo na poti spoznavanja organske spojine, druga stopnja je določitev molekulske mase in tretja, najzahtevnejša, je strukturna analiza oz. ugotovitev zgradbe organske spojine.

### Proučevanje biokemije
Liebigova analiza je bila kasneje sicer modernizirana, ni pa več zadoščala, kadar kakšne snovi ni bilo mogoče zaznati, ker je je bilo premalo. Organska kemija obravnava tudi snovi, ki jih ustvarjajo živi organizmi, in razumljivo je, da se je v začetku 20.˙stoletja začela razvijati nova smer v kemiji - biokemijo. Biokemiki so začeli raziskovati skrajno učinkovite tvarine - vitamine in hormone. Po dolgotrajnem in utrudljivem delu so jih lahko izolirali, a v tako neznatnih količinah, da jih je bilo premalo za ugotovitev empirične formule in molekulske mase. Za posamezne analitične postopke je bilo potrebno 0,1-0,5 g dragocene snovi, za celotno analizo pa kar 2-3 g.
Vzrok je bil predvsem v takratni pomanjkljivi analitski tehtnici. Ker za te nove snovi ni bilo mogoče ugotoviti elementne sestave, se je delo v številnih laboratorijih začelo ustavljati. Tako je bilo do leta 1910, ko se je Friderik Pregl, takrat že sodelavec Inštituta za medicinsko kemijo v Innsbrucku, odločil izboljšati pripomočke. Že v Gradcu mu je uspelo leta 1905 pri analizah žolčne kisline sestaviti aparat za določanje vsebnosti ogljika in vodika. Potreboval pa je takrat še 150 mg začetnega materiala. V svoji raziskovalni vnemi se je ta že znani znanstvenik udinjal kot vajenec pri nekem mizarju, pri ključavničarju in steklopihaču. Tako je za uresničenje svojih zamisli komaj potreboval kakega obrtnika, ker je zaradi svoje »dodatne izobrazbe« lahko sam izdelal zamišljene aparature od prvega grobega osnutka do zadnje fine obdelave.

### Uvajanje nove metode
Oktobra 1910 se je Pregl preselil v Innsbruck in tu delal do leta 1913 na Inštitutu za medicinsko kemijo. V tem času je razvil osnove za kvantitativno organsko mikroanalizo. Pogoj za to je bila tehtnica, ki bi pri teži 20 g zaznala odklon do milijoninke grama natančno. Pregl je to tehtnico laikom opisal s preprostim zgledom: »Voznik je voz z dvema konjema zapeljal na javno tehtnico, ki je obenem lahko stehtala 1000 kg. Nato je zapeljal voz na drugo tehtnico, oddaljeno komaj 100 m, na njej pa se je pokazala manjša teža, in to zaradi vžigalične škatlice, ki je ni bilo več na vozu.«
S pomočjo podjetja Kuhlmann iz Hamburga, ki je v tistem času izdelovalo tehtnice z največjo natančnostjo, je Pregl svojo predstavo o tehtnici uresničil in želeno natančnost izboljšal na milijoninko grama. Tehtnico so postavili v najmirnejši del inštitutske stavbe, na marmornato ploščo, obloženo s svincem, da so preprečili vsak premik, ki bi oviral mersko natančnost. Prostor je moral imeti konstantno temperaturo, simetrično osvetlitev in biti zmeraj sterilen kot operacijska dvorana. Tudi osebe, ki so delale s tehtnico, so se morale ravnati po določenem delovnem in gibalnem režimu, da so bili možni natančni rezultati. Takrat je Pregl potreboval za analizo približno 10 mg snovi, kar je bilo 10- do 100-krat manj kot pri dotedanjih analitičnih metodah.
S svojimi sodelavci je Pregl po teh novih tehničnih postopkih dosegel zmanjšanje količine preizkusne tvarine in občutno se je skrajšal tudi delovni čas. Prepričan o svoji metodi je imel mnoga predavanja in predstavitve, da bi opozoril na dosežke svojih raziskav. Eno najbolj znanih predstavitev je imel na kongresu naravoslovcev 1913 na Dunaju. Med njegovim predavanjem so njegovi sodelavci določili ogljik, vodik in dušik ter molekulsko maso. Za to so porabili namesto do tedaj običajnih treh ur manj kot eno uro. V avditoriju navzoči nobelovec Emil Fischer (1852-1919), pri katerem se je desetletje pred tem Pregl tudi izpopolnjeval, je preveril rezultate glede točnosti in jih potrdil z besedami: »Zdaj verjamem, da sem končal svoj pregled«. Od takrat naprej Preglu ni bilo treba potovati, da bi predstavljal svoje dosežke, ampak je svoje metode poučeval na lastnem inštitutu, kamor so se prihajali učit znanstveniki iz vseh večjih držav.
Za ponazoritev pomena Preglove metode naj služi primer nemškega raziskovalca moških spolnih hormonov Adolfa Butenandta, ki je za dosežke na tem področju 1939 delil Nobelovo nagrado za medicino z Lavoslavom Ružičko iz Vukovarja (slednji je večinoma raziskoval v Švici in so ga Švicarji predstavljali kot švicarskega znanstvenika jugoslovanskega porekla). Butenandt je za izolacijo borih 15 miligramov čistega hormona potreboval nič manj kot 15.000 litrov urina! A če bi delal brez Preglove kvantitativne mikroanalize, bi potreboval še stokrat več te »surovine«. To bi gotovo tudi njegovo Nobelovo nagrado odmaknilo v prihodnost. Malce ironično je pri tem tudi dejstvo, da je Preglovo metodo za raziskovanje spolnih hormonov uporabljal tudi Ružička v Švici.
Oktobra 1913 se je Pregl preselil v Gradec in od Hofmanna prevzel stolico za uporabno medicinsko kemijo. Znanstvene dosežke je objavljal v uglednih nemških medicinskih, fizioloških in kemijskih revijah (predvsem med letoma 1895 in 1925). V njegovi bibliografiji je okoli 25 pomembnejših objav. Najodmevnejši članki so izšli v revijah: Archiv fuer gesamte Physiologie (Arhiv za vso fiziologijo), Zeitschrift fuer analytische Chemie (Časopis za analitično kemijo), Zeitschrift fuer physiologische Chemie (Časopis za fiziološko kemijo), Wiener klinische Wochenschrift (Dunajski klinični tednik). Že leta 1912 je svoje raziskovalne rezultate objavil v 5. zvezku kompendija Abderhaldens Handbuch der biologischen Arbeitsmetoden (Abderhaldnov priročnik bioloških delovnih metod). Njegova bibliografija je ne le obsežna, ampak tudi zelo enovita. Vse življenje je posvetil kvantitativni organski mikroanalizi in tu dosegel največ, kar je znanstveniku dano - razvil je epohalno metodologijo, ki se je kot blisk prenesla v vse laboratorije sveta in v njih dobila nepogrešljivo mesto. 
Leta 1917 je pri založbi Springer v Berlinu objavil knjigo z naslovom Die quantitative organische Mikroanalyse (Kvantitativna organska mikroanaliza). Delo je do 1958 doživelo sedem ponatisov, v istem letu pa tudi dopolnitev H. Rotha. Prevedeno je bilo v angleščino in francoščino.
Med prvo svetovno vojno je razvoj organske mikroanalize nekoliko zastal, po vojni pa se je napredek znova pospešil. Mikroanalizo so kasneje izpopolnili z novimi aparaturami in pripomočki, Preglovo delo pa ostaja temeljni člen, ki povezuje začetke te metode z njenimi modernimi pridobitvami.

## Priznanja in zapuščina
Znanstveni uspehi in odmevne objave so Preglu prinesli velik sloves. Leta 1914 je prejel nagrado Justusa Liebiga na Akademiji znanosti na Dunaju in leto zatem postal član te Akademije, 1920 je postal častni doktor znamenite Univerze v Göttingenu in 1929 častni meščan mesta Gradec. Najvišje priznanje njegovemu znanstvenoraziskovalnemu delu pa je gotovo Nobelova nagrada za kemijo leta 1923. To je bil zenit Preglove znanstvene poti.
Preglova izpopolnjena metodologija dela je pomagala do novih odkritij v naslednjih letih. Z njo je Heinrich O. Wieland raziskal žolčne kisline, Adolf O. R. Windhaus vitamine, Arthur Harden in Hans Euler-Chelpin pa sta opravila raziskave pri fermentaciji in encimih. Sledile so tri Nobelove nagrade za kemijo: prva 1927, druga 1928 in tretja, ki sta si jo Windhaus in Euler-Chelpin delila, še leto zatem. Preglova spoznanja so se hitro razširila po vsej Evropi in tudi Severni Ameriki. Vplivala so na razvoj naravoslovnih ved, predvsem kemije, fizike in biologije, pa tudi medicine in fiziologije. V ZDA je Preglova metoda vodila k raziskavam nukleinskih kislin ter posredno vzponu genetike. Na pročelju njegove rojstne hiše na Gosposki ulici v Ljubljani in v parku Artura Toscaninija so mu odkrili spomiski obeležji s kipom.

### Strokovnjaki o Preglu
Prvi slovenski zgodovinar medicine Ivan Pintar v svojem osrednjem delu Kratka zgodovina medicine Preglu ni odmeril mesta. Prav tako se je zgodilo pri njegovem nasledniku Petru Borisovu v knjigi Zgodovina medicine. Bolj za svojega ga šteje slovenska tehniška inteligenca, saj je tudi prejel Nobelovo nagrado za kemijo. Leta 1966 ga je v knjigo Naši znameniti tehniki uvrstil A. Struna, 1984 ga je v knjigi Kemiki skozi stoletja predstavila Tita Kovač Artemis, leta 1987 pa Sandi Sitar v knjigi Sto slovenskih znanstvenikov, zdravnikov in tehnikov. Tudi v osrednji slovenski biografski publikaciji Slovenski biografski leksikon je omenjen le kot vnuk Mihe Preglja, ki »se je štel za Nemca«. Slovenska državnost pa je nacionalnim pomembnostim ponudila drugačna izhodišča in narodne korenine so bile bolj upoštevane. V Enciklopediji Slovenije je Pregla predstavila Aleksandra Kornhauser, v Velikem splošnem leksikonu in knjigi Znameniti Slovenci pa Zvonka Zupanič Slavec.
Vsi ti podatki posredno kažejo, da so Pregla imeli za Nemca, kot zelo jasno piše Slovenski biografski leksikon. Zato pa s toliko večjo gotovostjo srečujemo Preglovo ime v avstrijskih strokovnih časopisih. V zapisih in memoriam so se ga 1930 z vsemi častmi spomnili v zdravniških glasilih Wiener klinische Wochenschrift (Dunajski klinični tednik) in Wiener medizinische Wochenschrift (Dunajski medicinski tednik) ter v hrvaškem Liječničkom vjesniku (Zdravniškem vestniku). Novoustanovljeni slovenski stanovski glasnik Zdravniški vestnik iz leta 1929 pa se Pregla ob smrti s spominskim zapisom prav tako ni spomnil. Podobno je bilo z Glasilom Zdravniške zbornice. Obsežnejši zapisi o Preglu so v Avstriji izšli še v knjigah Geschichte der Medizin in Oesterreich (Zgodovina medicine v Avstriji), Oesterreichische Aerzte als Helfer der Menschheit (Avstrijski zdravniki dobrotniki človeštva) in Oesterreiche Nobelpreistraeger für Medizin, Physiologie und Chemie (Avstrijski nobelovci za medicino, fiziologijo in kemijo). Ob 50-letnici Preglovega prejema Nobelove nagrade je 12. decembra 1973 avstrijska pošta izdala jubilejno znamko z njegovo upodobitvijo.